# Umwelt-Rechtsbehelfsgesetz
Das Gesetz über ergänzende Vorschriften zu Rechtsbehelfen in Umweltangelegenheiten nach der EG-Richtlinie 2003/35/EG (Umwelt-Rechtsbehelfsgesetz – UmwRG) ist ein deutsches Bundesgesetz, mit dem erstmals im deutschen Recht die erweiterte Vereins- bzw. Verbandsklage gegen bestimmte umweltrechtliche Zulassungsentscheidungen für Industrieanlagen und Infrastrukturmaßnahmen eingeführt wird.

## Hintergrund
Das Gesetz dient der Anpassung des Bundesrechts an zwingende europarechtliche Vorgaben. Die EG-Richtlinie 2003/35/EG war bis zum 25. Juni 2005 in deutsches Recht umzusetzen. Die damalige Bundesregierung (das rot-grüne Kabinett Schröder II) kam mit der Umsetzung in Verzug. Ein Gesetzentwurf wurde nach Eröffnung eines Vertragsverletzungsverfahrens im August 2006 ins Parlament eingebracht und als besonders eilbedürftig gekennzeichnet.
Die Richtlinie 2003/35/EG diente ihrerseits der Umsetzung des UN/ECE-Übereinkommens über den Zugang zu Informationen, die Öffentlichkeitsbeteiligung an Entscheidungen und den Zugang zu Gerichten in Umweltangelegenheiten (sog. Aarhus-Konvention).
Das Umwelt-Rechtsbehelfsgesetz trat am 15. Dezember 2006 in Kraft. Ein weiteres ebenfalls am gleichen Tag in Kraft getretenes Bundesgesetz zur Umsetzung der Aarhus-Konvention ist das Öffentlichkeitsbeteiligungsgesetz. Die Europäische Kommission hat das beim Europäischen Gerichtshof anhängige Vertragsverletzungsverfahren im Januar 2007 zurückgenommen.
Um die Umsetzung der Öffentlichkeits-Richtlinie bzw. der Aarhus-Konvention ist in Deutschland ein intensiv geführter juristischer Streit entstanden. Im Mittelpunkt stand und steht dabei die Frage, in welchem Umfang Umwelt- und Naturschutzverbänden eine Klagemöglichkeit eingeräumt werden soll.

## Verbandsklage
Mit dem Gesetz wurde erstmals in größerem Rahmen die Verbandsklage in das deutsche Verwaltungsprozessrecht eingeführt. Grundsätzlich folgt die deutsche Verwaltungsgerichtsordnung (VwGO) dem System des Individualrechtsschutzes. Gemäß § 42 Abs. 2 VwGO ist nur derjenige klagebefugt, der geltend macht, durch den Verwaltungsakt in eigenen Rechten (subjektiv-öffentliches Recht) verletzt zu sein. Gegen die Genehmigung umweltgefährdender Industrieanlagen waren bis dahin grundsätzlich nur die Nachbarn klagebefugt, nicht aber Interessenverbände. Lediglich im Bereich des Naturschutzrechtes gab es begrenzte Möglichkeiten der Verbandsklage (§ 64 BNatSchG).
Das Umwelt-Rechtsbehelfsgesetz schränkt diesen Grundsatz erheblich ein. Für bestimmte umweltrechtliche Entscheidungen und Genehmigungen haben nun auch anerkannte Verbände ein Klagerecht und können vor den Verwaltungsgerichten die Rechtswidrigkeit des Genehmigungsbescheides rügen. Insbesondere kann auch gerügt werden, eine erforderliche Umweltverträglichkeitsprüfung sei ausgeblieben (§ 4 Abs. 1 Satz 1 Nr. 1 UmwRG).
Allerdings hatte sich damit lediglich der Kreis der Klageberechtigten erweitert; klageberechtigte Verbände konnten inhaltlich nur das einer gerichtlichen Überprüfung zuführen, was bislang auch ein subjektiv Betroffener geltend machen konnte. Nicht umfasst waren dabei z. B. Aspekte die Klimaschutzes, auch nicht bei einem Vorhaben wie z. B. der Bau eines Kohlekraftwerkes.
Der EuGH entschied am 12. Mai 2011 im „Trianel-Verfahren“, dass eine die Klagerechte von Umweltvereinigungen einschränkende Regelung in § 2 Umwelt-Rechtsbehelfsgesetz gegen EU-Recht verstößt. Der Entscheidung wurde am 29. Januar 2013 durch Änderung des § 2 UmwRG Rechnung getragen. Bis zum Inkrafttreten der Gesetzesänderung konnten sich anerkannte Umweltvereinigungen zur Begründung ihrer Klagerechte unmittelbar auf das EU-Recht berufen.